# GBU-53/B破風者炸彈
GBU-53/B「破風者」（先前被称为小直徑炸彈-II/SDB-II）是一款空射精確導引滑翔炸彈。
美國自2006年開始研發一種能在各種天氣狀況下識別並攻擊移動目標的250磅級精確導引炸彈，預計整合到F-15E、F/A-18與F-35上。2015年6月，雷神公司获得了小批试生产合同。2021年進入空射測試，是北約武器庫最先進、整合度最高的多功能彈藥，結合“三模”導引與數據鏈功能，同樣性能彈體集成得更小，裝載進機身可大幅提升打擊效益，2023年已列裝並獲得出口訂單。
该炸弹由雷神公司开发。在最初的竞标中波音與洛克希德·馬丁所組成的團隊曾贏得該彈的合約，但因达琳·德鲁云貪汙案而被擱置了幾年，到2005年9月才重新競標。

## 歷史
第一款小直徑炸彈（SDB）是由波音公司開發的炸彈，並被用於攻擊固定目標。SDB-II計畫的產物則需要具備在惡劣天氣下攻擊移動目標的能力。雷神公司為此計畫開發的產品在21天內成功執行了26次任務，使其在2010年8月獲得了價值4.5億美元的訂單。MBDA於北美的分公司則被委託生產SDB-II的滑翔翼結構。
2012年7月17日，SDB-II在白沙飛彈靶場進行了一次測試，成功的擊中了移動目標。在該次測試中，SDB-II從F-15E上被發射，然後使用自身的尋標器追蹤移動的目標，最後成功擊中該目標。2013年1月，四枚SDB-II與一枚AIM-120被裝入F-35的內置彈倉中，並進行了相容性測試，以確定SDB-II不會影響到彈倉的開啟與關閉。
SDB-II分別於2014年9月與2015年2月進行了實彈測試，其成功的結果使美國空軍在2015年3月決定讓SDB-II進入小批量試生產(LRIP)階段。雷神公司在2015年6月12日獲得了首批共144枚SDB-II的訂單，總價3100萬美元，每枚SDB-II的單價約為115,000美元。
SDB-II曾與MBDA的SPEAR 3飛彈競爭英國皇家空軍的標案。雷神為滿足英國皇家空軍對長射程武器的需求，在原本的SDB-II彈體上加裝了小型發動機，以使英軍的颱風戰鬥機能在較遠的距離外攻擊地面目標。英軍最終因射程因素選擇了MBDA的SPEAR 3飛彈，並於2016年5月簽署訂購合約。
大韓民國空軍正考慮購入SDB-II以增強其F-15K的對地攻擊能力。SDB-II的60公里射程可以有效地摧毀朝鮮人民軍的移動式飛彈發射器。美國於2017年10月批准向澳洲皇家空軍出售3900枚SDB-II，以用於其F-35A上。
雷神公司於2018年7月宣布SDB-II已開始進行實戰測試，並在這些測試中達到了90%的成功率。美國空軍原預計要在2019年9月將SDB-II用於實戰，但該彈的各種軟硬體問題與COVID-19疫情使它到了2020年才被批准用於實戰中。
在2025年7月美國突襲胡賽武裝時，被其原整捕獲一支。

## 使用狀況
在初始搜索階段，SDB-II可使用GPS/慣性導引系統滑翔至目標區域，並透過Link 16或UHF數據鏈來修正航向。此彈有三種導引模式：毫米波主動雷達導引、紅外線導引與半主動雷射導引。該彈也能整合來自各感測器的訊息以對目標進行分類，且在半主動模式下可以根據需求優先攻擊某些類型的目標。
SDB-II中的成形裝藥同時具有爆炸與破片兩種殺傷模式，能有效地殺傷步兵、各類戰甲車、建築物、防禦工事與小型快艇等目標。該彈採用的非冷卻式紅外線尋標頭大幅地降低了單枚彈藥的成本，且讓彈體大幅縮小。這讓戰機可以一次攜帶大量GBU-53/B執行任務。F-15E在對地打擊模式下可安裝7組BRU-61/A掛架，每組掛架可掛載四枚炸彈，總共可掛載28枚GBU-53/B。F-35預計在2022年的Block 4升級後獲得操作SDB-II的能力，將可在內置彈倉中掛載8枚SDB-II與2枚AIM-120。若不考慮匿蹤性，F-35還可在外置掛架上掛載16枚SDB-II，使總掛載量來到了24枚。

### 使用計畫
美國空軍於2020年10月宣布將於F-15E上搭載GBU-53/B，以執行No-drive zone任務。美國海軍計劃先將GBU-53/B整合至F/A-18超級大黃蜂上，然後整合到F-35B/C上。由於F-35的研發進度不斷落後，美國海軍部決定先將L3Harris生產的BRU-55多用途掛架整合到F/A-18 E/F上，以提前獲得操作此種彈藥的能力。每具BRU-55可掛載兩枚使用MIL-STD-1760電子介面的彈藥，如聯合直接攻擊彈藥或SDB-II。美國海軍的F-35則會採用更先進的BRU-61/A Type 2通用掛架來掛載SDB-II。
美國海軍陸戰隊則將在F-35B/C上採用BRU-61/A掛架以掛載GBU-53/B。每具BRU-61/A將可掛載4枚GBU-53/B，並用壓縮空氣彈射彈藥，較其他採用火藥彈射系統的掛架安全。

## 使用者
芬兰
- 芬兰空军[39]

 挪威
- 挪威皇家空军[40]

 德国
- 德国空军[41] 在F-35A军购案中包含344枚SDB-II[42]

 義大利
- 意大利空军[43]

 美国
- 美国空军
- 美国海军陆战队[44]
- 美国海军

## 外部連結
- GBU-53 auf raytheon.com （页面存档备份，存于） （英文）
- Bericht über das GBU-53 Programm auf defenseindustrydaily.com （页面存档备份，存于） （英文）
- GBU-53 auf ausairpower.net （页面存档备份，存于） （英文）